# Ata al-Ayyubi

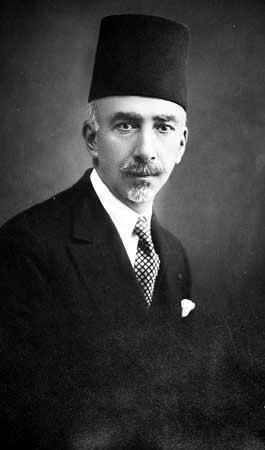
Ata al-Ayoubi

Ata Bey al-Ayyubi (arabisch عطا الأيوبي ʿAtā al-Ayyūbī; * 25. März 1877 in Damaskus, Osmanisches Reich; † 21. Dezember 1951 ebenda) war ein osmanischer Beamter und syrischer Politiker.
Geboren in eine für ihre politische Aktivität bekannte sunnitisch-muslimische Familie in Damaskus, studierte er Öffentliche Verwaltung in Istanbul und begann ab 1908 eine berufliche Laufbahn in der osmanischen Verwaltung.
Während der französischen Mandatszeit war Ata Bey vom 22. Februar bis zum 21. Dezember 1936 Ministerpräsident und vom 25. März bis zum 17. August 1943 Präsident der Syrischen Republik.